# Комлев, Андрей Петрович
Андрей Петрович Комлев (7 мая 1947, Свердловск — 5 августа 2021, Екатеринбург) — советский и российский писатель, поэт, прозаик, переводчик, педагог и историк культуры. Член Союза писателей России (1992). Лауреат Премии имени П. П. Бажова (2003). Заслуженный работник культуры Российской Федерации (2006).

## Биография
Родился 7 мая 1947 года в Свердловске в семье инженера.
В 1968 году закончил Свердловский строительный техникум. С 1984 по 1989 год обучалась на заочном отделении русского языка и литературы филологического факультета Уральского государственного университета.
С 1968 по 1984 год работал инженером-топографом в изыскательской экспедиции и в строительных и архитектурных управлениях Свердловской области, занимался вопросами связанными с подготовкой и согласованием в проектных организация архитектурных и строительных чертежей. С 1984 года работал старшим научным сотрудником Института истории и археологии УрО РАН. Одновременно с основной деятельностью являлся литературным консультантом в журнале «Уральский следопыт».
В 1965 году в свердловской областной газете «На смену!» вышла первая подборка его стихотворений. Комлев является автором сборников поэтической и историко-филологической литературы, был переводчиком книги «Слово о полку Игореве». Как автор Комлев публиковался в журналах и газетах «Огонёк», «Урал», «Уральский следопыт», «Наука Урала», «Уральский рабочий», «Московский комсомолец», «Комсомольская правда», «Российская газета», «Областная газета», «Екатеринбургская неделя» и «Вечерний Свердловск».
Член Союза писателей России с 1992 года, член Свердловской областной организации Союза писателей России и председатель свердловской областной поэтической организации.
В 2000 году «за сборник стихов „Хронограф“» удостоен Литературной премии «Чаша круговая». В 2002 году «За цикл литературных портретов» удостоен Премии имени П. П. Бажова.
Жил в городе Екатеринбурге.
Умер 5 августа 2021 года от COVID-19, похоронен на Северном кладбище Екатеринбурга.

## Награды и премии
- Заслуженный работник культуры Российской Федерации (10 августа 2006 года) — за заслуги в области культуры и многолетнюю плодотворную работу[4]
- Премия имени П. П. Бажова (2003[1][2][5])
- Литературная премия «Чаша круговая» (2000 — «за сборник стихов „Хронограф“»[6][7])